# Doliops geometrica
Doliops geometrica är en skalbaggsart som beskrevs av Waterhouse 1842. Doliops geometrica ingår i släktet Doliops och familjen långhorningar.
Artens utbredningsområde är Filippinerna. Inga underarter finns listade i Catalogue of Life.